# بلايريو 115
بلايريو 115 (بالإنجليزية: Blériot 115)‏ هي طائرة ركاب، ذات سطحين، بأربعة محركات. أنتجت في فرنسا. من صناعة بلايريو ايروناتيك. كان أول طيران لها في 9 مايو 1923. صنع منها 6 طائرات.